# NGC 346
NGC 346 je otvoreni skup u zviježđu Tukanu. Nalazi se u emisijskoj maglici u Malom Magellanovu oblaku.

## Vanjske poveznice
- SEDS: NGC 0346